# Lombard & Médot
Lombard & Médot is een champagnehuis dat in 1925 door Robert Andrieu werd gesticht en sinds 1936 is gevestigd in Épernay, waar ook de kelders ("crayères") liggen. Het huis verkoopt champagnes onder de etiketten Lombard & Cie, Médot, H. Lanvin Fils en Magenta. In 1994 werd het huis maison Baudry aangekocht, waardoor de productie met de opbrengst van 200 000 wijnstokken kon worden uitgebreid.
Het huis werkt met grote roestvrijstalen vaten die worden gekoeld tot 12 graden Celsius om een tweede, malolactische gisting te voorkomen. Zo blijft het karakter van de wijnen fris. De wijn die bestemd is voor de Tanagra wordt voor een deel in eiken vaten gelagerd.
De Brut Sans Année blijft twee tot drie jaar op gist rijpen. Een millésime krijgt vijf jaar de tijd. Het huis gebruikt voor de remuage zowel mechanische gyropallettes als traditionele pupitres. Aan de liqueur d'expédition wordt een dosage rietsuiker toegevoegd.  

## Champagnes
- De Brut is een typische Brut Sans Année, samengesteld uit jonge wijn en wijn uit de reserve in de kelder. Zo kan het huis een constante kwaliteit en een zekere stijl handhaven.
- De Brut Premier Cru werd gemaakt van wijn uit de premier cru-dorpen van de Champagne. Daarbij werd alleen de eerste persing, de cuvée gebruikt. De jonge wijn werd in roestvrijstalen vaten gekoeld om een tweede, malolactische, gisting te voorkomen.
- De Brut Rosé is een roséchampagne. De assemblage uit chardonnay met een klein beetje rode wijn uit het champagnegebied levert een zalmkleurige champagne op.
- De Brut Millésime werd gemaakt van de eerste persing. De jonge wijn werd niet met wijnen uit de reserve vermengd en werd tot aan de botteling en de prise de mousse in gekoelde roestvrijstalen vaten bewaard. De wijn werd voorzichtig gefilterd en mocht ten minste drie jaar, vaak vijf jaar op gist rijpen. De champagnehuizen kunnen niet van iedere oogst een millésime maken.
- De Demi Sec is een zoete champagne. In de liqueur d'expédition werd een grotere dosage suiker toegevoegd dan bij de Brut die dezelfde samenstelling heeft.
- De Cuvée Tanagra is een assemblage van 2/3 chardonnay en 1/3 pinot noir. Een deel van de wijn werd in eiken vaten gelagerd, de rest in roestvrijstalen vaten.